# Französische Eishockeymeisterschaft 1906/07
Die Saison 1906/07 war die erste Spielzeit der französischen Meisterschaft, der höchsten französischen Eishockeyspielklasse. Meister wurde der Sporting Club de Lyon.

## Vorrunde – Meisterschaft von Lyon
- 10. Januar 1907: Sporting Club de Lyon – Hockey Club Lyon 7:0
- 15. Januar 1907: Hockey Club Lyon – Star Club Lyon (Ergebnis nicht bekannt)
- 18. Januar 1907: Sporting Club de Lyon – Star Club Lyon (Ergebnis nicht bekannt)

## Meisterschaftsfinale
| 26. Januar 1907 | Sporting Club de Lyon Kimmerling (5) Aubert (2) Grillet | 8:2 (3:1, 5:1) Spielbericht | Club de Patineurs de Paris Giraud (2) | Arbitrage de Daniel Binding, Lyon Zuschauer: 3000 |

### Mannschaften
| SC Lyon  | G. Schwitzer J.-A. Delon – D. Lehmann J. Gros O. Grillet – R. Aubert – A. Kimmerling (Kapitän)           |
| CP Paris | A. Ramsay (Kapitän) Robert van der Hoeven – Émile Gariod H. Ramsay Giraud – Tanguy – Pierre Daniel-Blayn |